# Anagarypus oceanusindicus
Espèce
Anagarypus oceanusindicus est une espèce de pseudoscorpions de la famille des Garypidae.

## Distribution
Cette espèce se rencontre dans le Territoire britannique de l'océan Indien aux Chagos, aux Seychelles à Aldabra et en Inde aux îles Andaman.

## Description
Anagarypus oceanusindicus mesure de 3,2 à 3,9 mm.

## Étymologie
Son nom d'espèce lui a été donné en référence au lieu de sa découverte, l'océan Indien.

## Publication originale
- Chamberlin, 1930 : A synoptic classification of the false scorpions or chela-spinners, with a report on a cosmopolitan collection of the same. Part II. The Diplosphyronida (Arachnida-Chelonethida). Annals and Magazine of Natural History, sér. 10, vol. 5, p. 1-48 & 585-620.